# Avraham Zilberberg
Avraham Zilberberg (hebrejsky: אברהם זילברברג, žil 15. prosince 1915 – 19. června 1980) byl izraelský politik a poslanec Knesetu za stranu Ma'arach.

## Biografie
Narodil se na území pozdějšího Polska. Druhou světovou válku strávil na Sibiři. V roce 1948 přesídlil do Izraele. Patřil mezi zakladatele mošavu Bejt El'azari.

## Politická dráha
Byl předákem mošavového hnutí a zástupcem jeho generálního tajemníka. V Straně práce předsedal frakci zastupující zájmy mošavů.
V izraelském parlamentu zasedl poprvé po volbách v roce 1969, do nichž šel za formaci Ma'arach. Působil jako člen výboru pro záležitosti vnitra, výboru pro ekonomické záležitosti a výboru House Committee. Opětovně byl na kandidátce Ma'arach zvolen poslancem ve volbách v roce 1973. Nastoupil jako člen do parlamentního výboru pro ekonomické záležitosti, výboru House Committee a výboru pro státní kontrolu. Ve volbách v roce 1977 mandát neobhájil.